# Liste der Biografien/Leil
Liste der Biografien |
Portal Biografien |
Personensuche
# |
A |
B |
C |
D |
E |
F |
G |
H |
I |
J |
K |
L |
M |
N |
O |
P |
Q |
R |
S |
T |
U |
V |
W |
X |
Y |
Z |
?
 
La |
Lb |
Lc |
Le |
Lg |
Lh |
Li |
Lj |
Ll |
Lm |
Lo |
Lp |
Lt |
Lu |
Lv |
Lw |
Lx |
Ly |
Lz
 
Lea |
Leb |
Lec |
Led |
Lee |
Lef |
Leg |
Leh |
Lei |
Lej |
Lek |
Lel |
Lem |
Len |
Leo |
Lep |
Leq |
Ler |
Les |
Let |
Leu |
Lev |
Lew |
Lex |
Ley |
Lez
 
Vorlage:Liste der Biografien/Lei
Die Liste der Biografien führt alle Personen auf, die in der deutschsprachigen Wikipedia einen Artikel haben. Dieses ist eine Teilliste mit 6 Einträgen von Personen, deren Namen mit den Buchstaben „Leil“ beginnt.

## Leil

### Leila
- Leila K. (* 1971), schwedische Popsängerin

### Leile
- Leiler, Valentin (* 1995), österreichischer Eishockeyspieler

### Leili
- Leili, Hans-Martin (* 1952), deutscher Fußballspieler
- Leilich, Hans-Otto (1925–2015), deutscher Ingenieur und Hochschullehrer
- Leiling, Karl (1878–1947), deutscher Jurist und Oberbürgermeister von Speyer

### Leilu
- Leilua, Eroni (* 1993), samoanischer Segler